# 前749年
| 千纪： | 前1千纪 |
| 世纪： | 前9世纪 \| 前8世纪 \| 前7世纪 |
| 年代： | 前770年代 \| 前760年代 \| 前750年代 \| 前740年代 \| 前730年代 \| 前720年代 \| 前710年代 |
| 年份： | 前754年 \| 前753年 \| 前752年 \| 前751年 \| 前750年 \| 前749年 \| 前748年 \| 前747年 \| 前746年 \| 前745年 \| 前744年                                                                                          |
| 纪年： | 壬辰年（龍年）；周平王二十二年；魯惠公二十年；齊莊公四十六年；晉文侯三十二年；秦文公十七年；楚霄敖九年；宋武公十七年；衛莊公九年；陳文公六年；蔡宣公元年；曹桓公八年；鄭武公二十二年；燕鄭侯十六年；杞武公二年 |